# Veratridin
Veratridin (VTD) je alkaloidni toksin s steroidno strukturo, ki se nahaja v rodu čmerik (Veratrum) in sabadil (Schoenocaulon). Deluje na napetostno odvisne natrijeve (Na+) kanalčke v različnih tkivih, kot so srčne in skeletne mišične celice ter nevroni. Deluje tako, da olajša odprtje natrijevih kanalčkov že pri mirovnem membranskem potencialu, saj se prag vzdražnosti zniža (celična membrana je torej hiperekscitabilna), poleg tega pa inhibira hitro deaktivacijo kanalčkov in povzroči podaljšanje akcijskega potenciala.
V povezavi z delovanjem na vagusne živčne končiče izzove Bezold-Jarischev refleks, ki ga označuje triada kliničnih znakov, in sicer znižanje krvnega tlaka (hipotenzija) in srčnega utripa (bradikardija) ter začasno prenehanje dihanja (apneja). Poleg tega lahko povzroči motnje v prevajanju impulza po srčnih mišičnih celicah, s tem pa tudi srčni zastoj in smrt.